# 繁昌院

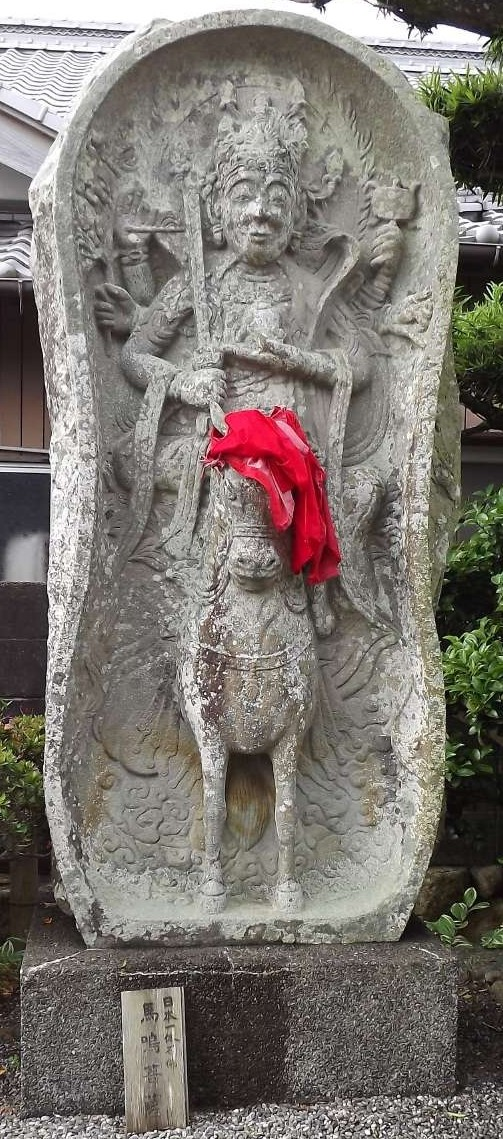
馬鳴菩薩石像

繁昌院（はんじょういん）は、香川県さぬき市寒川町にある真言宗善通寺派の寺院。本尊は不動明王。四国三十六不動霊場第34番の札所になっている。
- 御詠歌：あなとうと　あゆみもかるき　はんじょういん　ふどうのちかい　あらたなりけり

## 概要
寛永5年（1628年）創建。本尊の不動明王は一事不動とも呼ばれ、当地の城主安富氏の守り本尊であったとされ、また、近郷の人々から信仰を集め、方位厄難除け、学業向上、病気平癒に霊験あらたかと伝わる。

## 伽藍
- 本堂
- 馬鳴菩薩（めみょうぼさつ）石像：石仏としては日本一体と表示されている。雲上を緩歩する馬鳴菩薩は養蚕織物をつかさどり、衆生に衣服を与えて女性の願いを叶え、良縁福寿にご利益があるとされる。
- 鐘楼堂
- 庫裡

## 交通アクセス
鉄道
- JR高徳線・神前駅より約0.2km

## 前後の札所
四国三十六不動霊場
33番 浄土寺 --(8km)-- 34番 繁昌院 --(25km)-- 35番 厄除不動明王院